# Верблюжка
Верблю́жка (з 1980 по 3 серпня 1988 — Погребнякове) — село в Україні, у Новгородківській селищній громаді Кропивницького району Кіровоградської області, одне з найбільших сіл колишнього Новгородківського району.
Назву село отримало колись від протікаючої тут річки Велика Верблюжка.

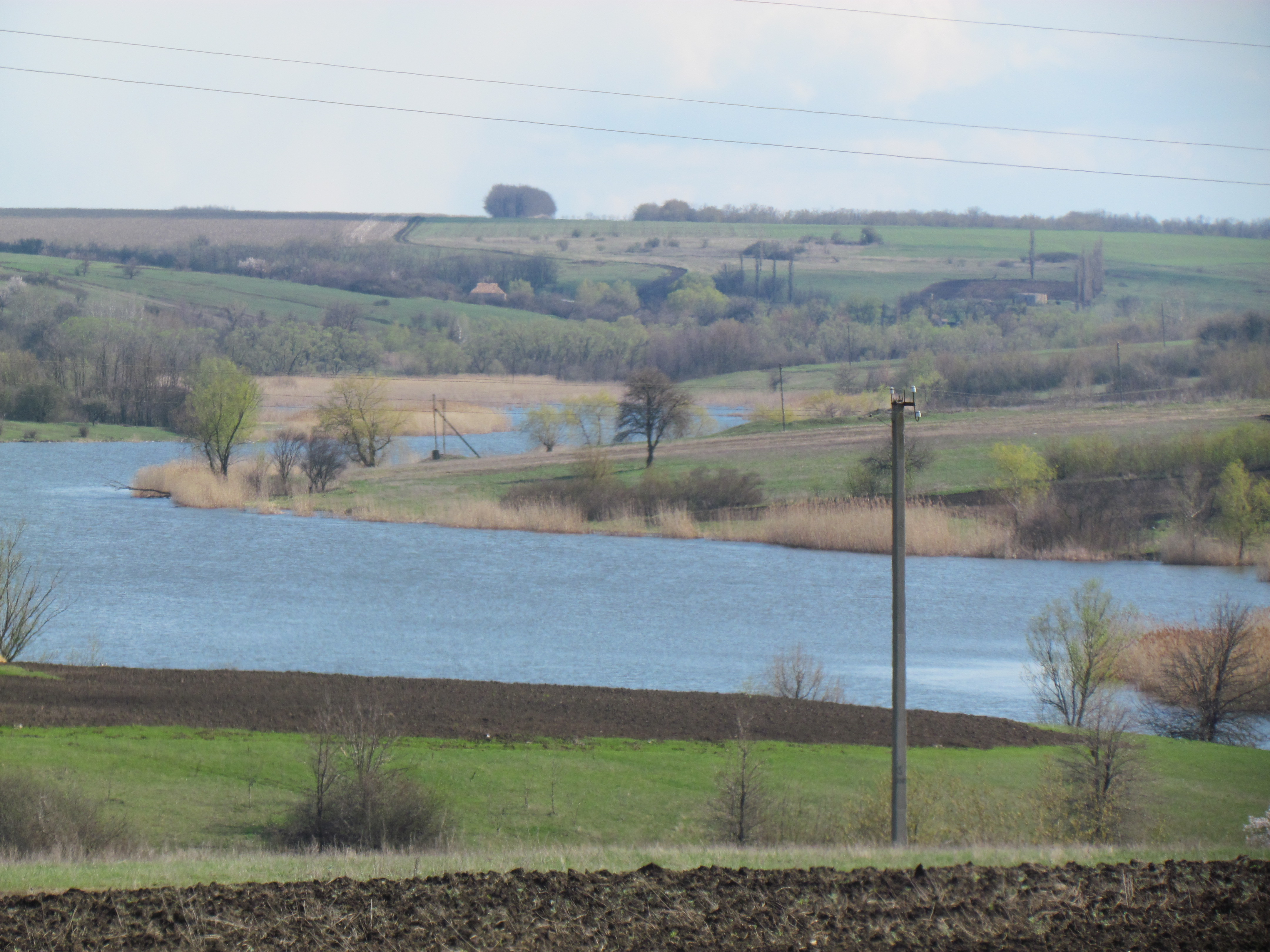
річка Верблюжка

## Історія
Території, на яких розташоване село Верблюжка, входили в склад Дикого Поля — частини Великого Степу, де тисячоліттями кочували різні народи і племена, про що свідчать численні кургани — поховання кочової знаті, археологічні знахідки, старі карти тощо.
Останній відомий період економічного розквіту і градобудування — друга половина XIII — початок XV століття під час входження цих територій в найбільший в історії людства вільний економічний простір в складі Великої Монгольської Імперії — від Тихого Океану до р. Дунай, а згодом в її найбільшій частині — Улусі Джучі (Золотій Орді) від м. Ургенч до Дунаю. Інша назва території — Задніпровські Місця або Задніпров'я.
Вперше «Верблюжське поселення» вказане на карті 1613 р. на врізці до карти Великого князівства Литовського, але можна припустити, що поселення тут існувало ще за часів Золотої Орди.

### Походження назви
Назва села, як і річки, походить від назви місцевості. Ряд балок навколо носили назви: Велика Верблюжка, Суха Верблюжка, Верблюжка. Ця місцевість була лісостепом, з прекрасними луками, з повноводною, незамерзаючою з гарячими джерелами річкою, і використовувалась для випасання чи стоянки гуртів, чи караванів верблюдів татар, і називалась Верблюжим байраком. Архівні документи називають його байраком Хана Мурзи.

### XVIII століття

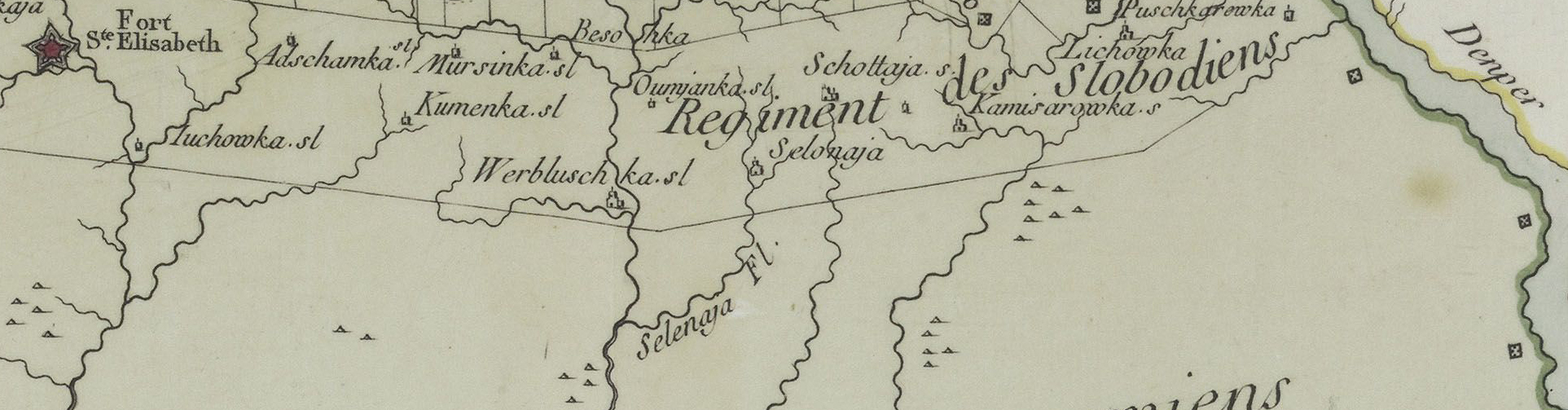
Фрагмент французької карти 1769 року

Верблюжка виникла з декількох поселень, що були розташовані по течії річки Верблюжки — притоки Інгульця. Річка ж бере початок з Верблюжих байраків. В неї впадають балки: Котова, Уманська, Сотникова, Носова, Суха Верблюжка з Волею Молодецькою, Каменовата. Перші поселення за часів Нової Січі: Скорбна, Срібна, Дрейлінгоф, що увійшли до складу села, виникли десь в 16-17 ст. і існували як зимівники запорізьких козаків Бугогардівської паланки.
З 1732 р. заселення цього регіону відчутно пожвавилось на поч. XVIII ст. вихідцями з Гетьманщини та Польської України. Після Белградського миру 1739 року всі ці землі увійшли до складу Миргородського та Полтавського полків.
На старих картах назване Верблюдкою. Перша згадка в письмових джерелах — 1768-1772 роки .
В архівних документах Московії 1770-х рр. Верблюжка вказується, як «запорозька слобода». Іноді це запорозьке поселення плутають з центром Верблюжської роти Слобідського полку сучасною Чечеліївкою, перша назва якої Верблюжка. Саме вона вважається заснованою в 1751 році.
В 1787 році в 155 дворах проживало 488 осіб чоловіків.
Через Верблюжку проходив чумацький шлях — з Нової Праги до Братолюбівки і далі на південь. Також новий шлях військового значення — від штабу полку в Єлисаветграді, у Верблюжці він розгалужувався до Крюкова і через село Зелене до Дніпра.
В селі Верблюжкі діяло дві церкви — Успенська та Миколаївська православні. Метричні книги вказаних церков зберігаються в Одеському і Кіровоградському державних обласних архівах. Одна з них стояла в центрі села, біля теперішнього млина, була дерев'яна. Біля неї, на майдані зупинялись на ночівлю чумаки, випасали на луках волів, заходили помолитись до церкви.
«1779. Села Верблюжки, Успенская, деревянная Бобринецкаго уезда. Село Верблюжка поселено по обе стороны речки Верблюжки. По неудобству ходить в Успенскую церковь, на левом берегу речки находящуюся, там из жителей, которых домы на правом берегу, по прошению их, позволено было построить на том же правом берегу другую каменную Николаевскую церковь, которая действительно заложена в 1807 году».

### ХІХ століття
В 1806 році в селі проживало 804 душі чоловічої статі.
З 1821 року Верблюжка стає військовим поселенням Новгородського Кірасирського полку. В ній розмістився штаб 2-го ескадрону кінноти, згодом 2-ї волості IV округу Новоросійського військового поселення. За розміщенням рот та прізвищами їх командирів виникли назви кутків села: командира І-ї роти полковника Вєрьовкіна — «Вірьовчиною». Мешканці були розділені на категорії військових поселян, серед яких «хозяинь», «помощникь», «інвалідь» тощо.
В 1859 році Верблюжка була 2-ю волостю І-го округу Херсонського поселення, командиром був штабс-ротмістр Тимченко. Населення було 4269 чол, у тому числі поселян — 1898 чол., різночинців — 2 родини, купців −3, міщан −7, юдеїв-1 родина відповідно. В тому році померло 108 осіб, народилося 127 осіб, було записано 80 шлюбів. Солдат діючих-318, відставних-70, безстрокових-34 чол. В господарствах села було: коней-308, волів-1027, ВРХ-2205, овець-3478. Будинків-669, млинів-вітряків-65, магазинів-3, землі орної — 9295 десятин.

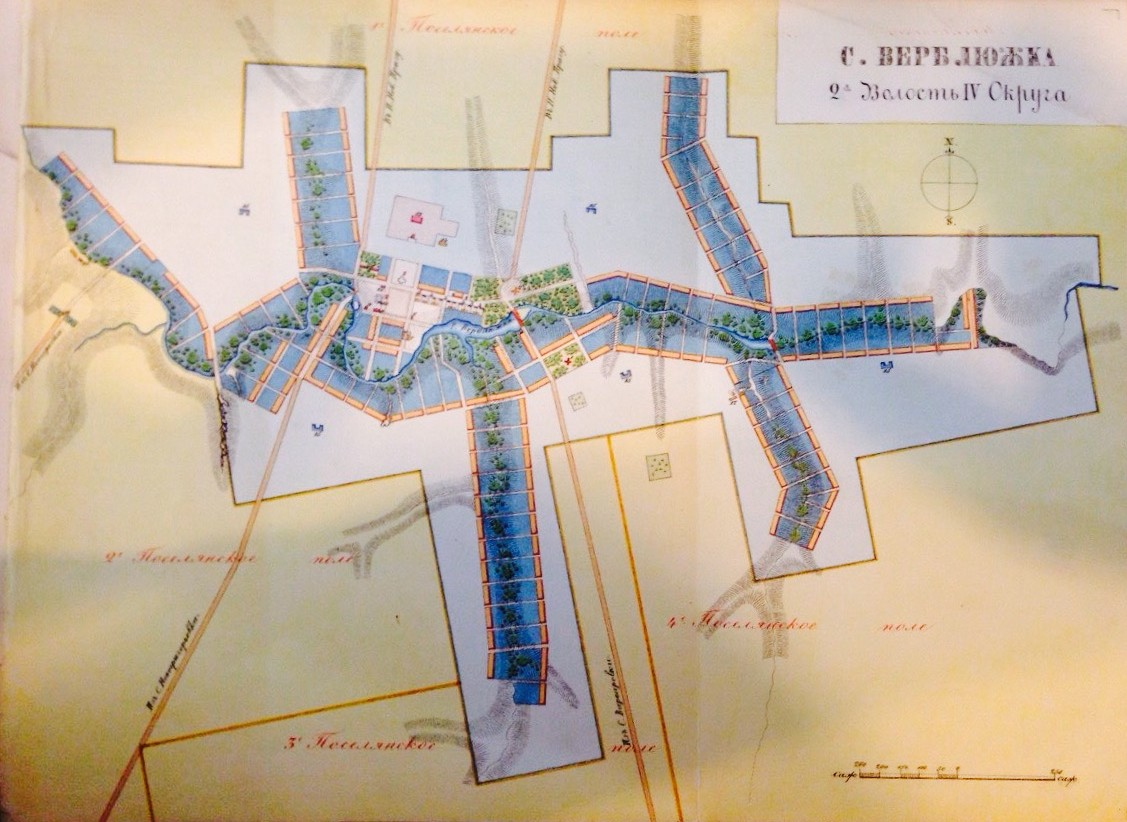
Карта Верблюжки середини ХІХ ст.

Після ліквідації військових поселень, жителів села перевели на становище державних селян.
Станом на 1886 рік у селі, центрі Верблюзької волості Олександрійського повіту Херсонської губернії, мешкало 4627 осіб, налічувалось 971 дворове господарство, існували 2 православні церкви, школа, земська станція, 10 лавок та трактир, відбувались 3 щорічні ярмарки: 15 серпня, 9 травня та всеїдна, базари по неділях.

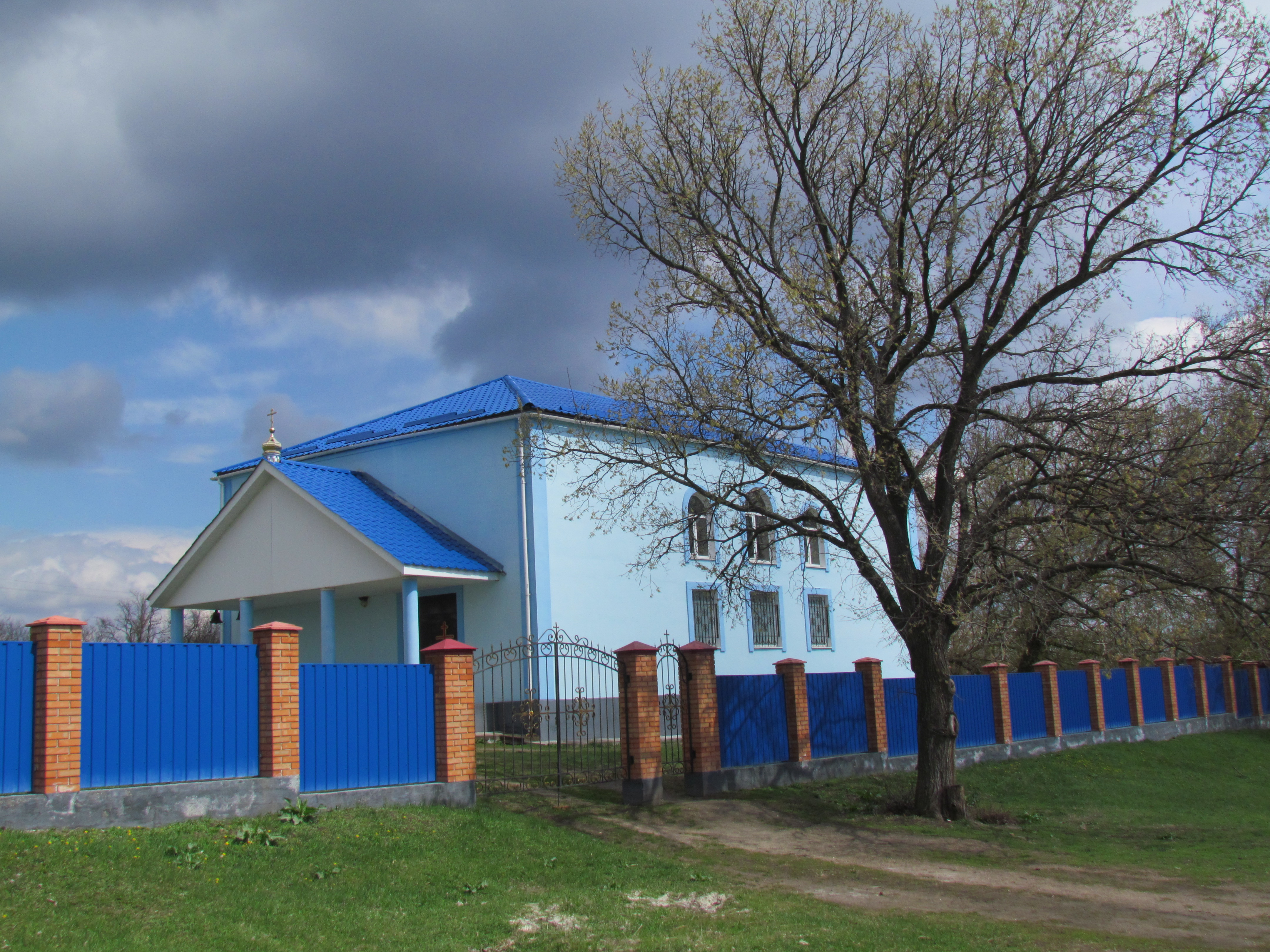
Церква Верблюжки

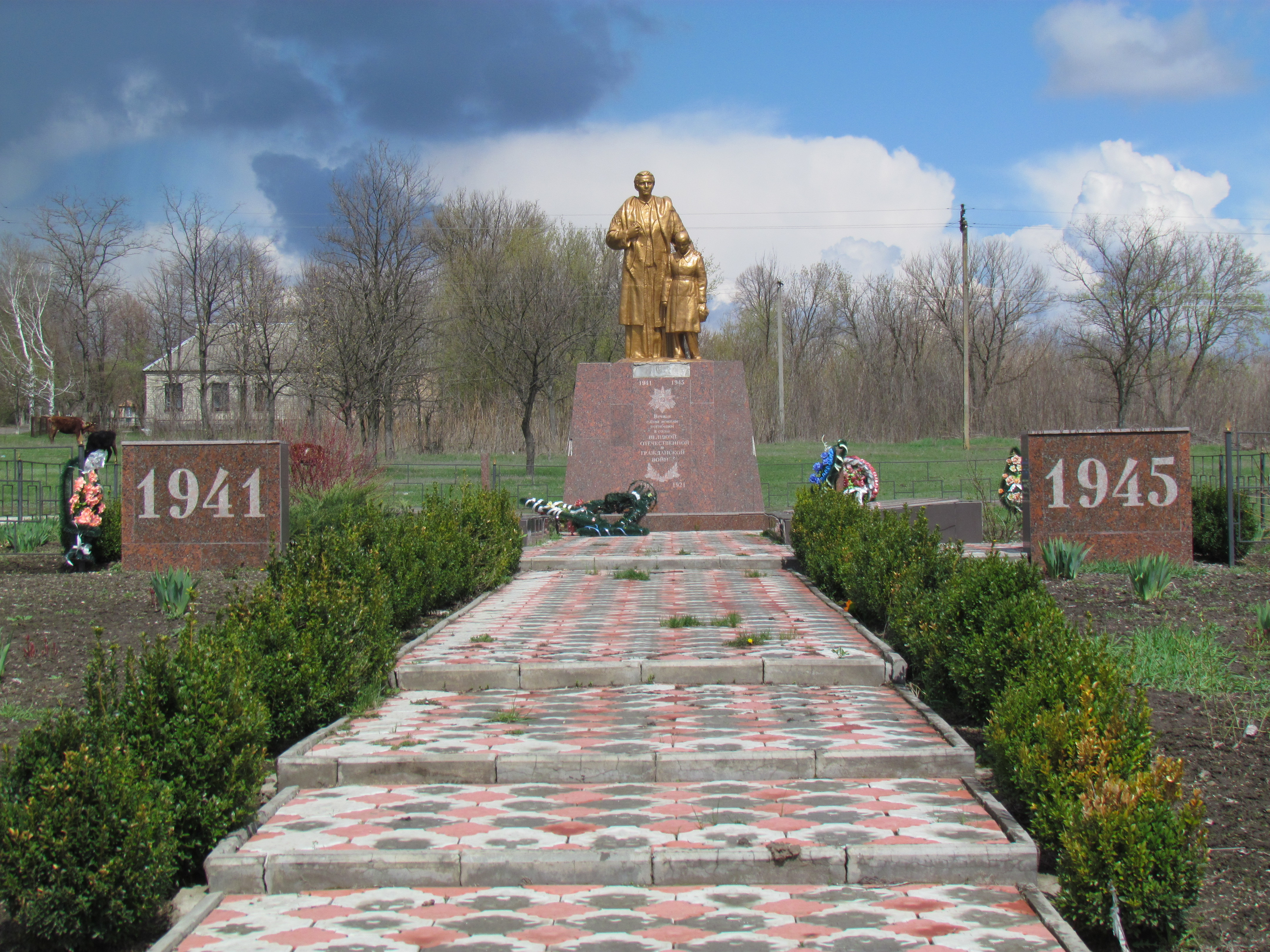
Пам'ятник радянським воїнам в с. Верблюжка

## ХХ століття
Після лютневої революції Верблюжка відігравала досить суттєву роль в намаганні українців створити самостійну державу. В серпні 1918 року в містечку Верблюжка з'являється офіцер Григор'єв Матвій Олександрович, який формує Верблюжський полк, у який увійшло більш ніж 4.000 верблюжців і жителів навколишніх невеликих сіл і хуторів. Згодом до них приєдналися і чоловіки з інших населених пунктів повіту, загалом було сформовано більше ста повстанських загонів з штабом в Верблюжці. Відомо про найактивніших учасників — Аврам Останній, О. Горбенко, П. Жолдак, М. Козуль, С. Стогній, І. Кобилянський (командир), С. Горбенко (згодом — командир) та ін. Армія Григор'єва з часом звільнила від окупантів такі великі міста України, як Миколаїв, Херсон, Одесу і Єлисаветград. Після того, як стало видно дії більшовиків проти селян і робітників, проти всього українського, армія Григор'єва почала боротьбу з ними. Але неочікувана підступність і провокації, небачений «червоний» терор, а головним чином розбрат з Петлюрою і Махном, недовіра до них, поступово руйнують силу повстанців, що призвело до ліквідації і лідера і армії.
Згодом в Верблюжці більшовики влаштували масові репресії, багатьох було засуджено до розстрілу, інших до висилки в Сибір і далі.
Не всі верблюжківці пережили голод 1922-23 рр, колективізацію і розкуркулення, Голодомор 1932-33 рр., ІІ світову війну, голод 1947 року, постійні репресії. За роки діяльності більшовиків кількість жителів села зменшилась в декілька раз. Хоча ще в 1945 р. в селі було 12 колгоспів.
З 1991 року в складі незалежної України. З 1998 року почався новий період занепаду с/г виробництва і села.

## Населення
Згідно з переписом УРСР 1989 року чисельність наявного населення села становила 3199 осіб, з яких 1459 чоловіків та 1740 жінок.
За переписом населення України 2001 року в селі мешкало 2865 осіб.

### Мова
Розподіл населення за рідною мовою за даними перепису 2001 року:
| Мова       | Відсоток |
| ---------- | -------- |
| українська | 97,65 %  |
| російська  | 1,37 %   |
| молдовська | 0,49 %   |
| білоруська | 0,21 %   |
| польська   | 0,04 %   |
| угорська   | 0,04 %   |

## Кутки села
В різні історичні періоди склались наступні назви села — Школівка, Колона, Бойківка, Ковалівка, Литва, Срібна, Верьовчина, Кабицівка, Хвертівка, Жидівка (північно-східний куток села), Дрейлінгоф, Царівка, Кривда.

## Відомі люди
- Бондарчук Василь Дорофійович (1931) — самодіяльний митець оригінального жанру. Самотужки опанував основи акробатики. В Кіровоградській обл. не мав собі рівних протягом 40 років у виконавській майстерності серед ілюзіоністів. Переможець багатьох фестивалів, оглядів, конкурсів.
- Витрищенко Григорій (1936) — відомий поет, журналіст, був заборонений в СРСР, попри заборону друкувався (до викриття) під псевдом Морозов.
- Генич Володимир Михайлович (1994—2014) — солдат Збройних сил України, учасник російсько-української війни.
- Горбенки — брати Олександр і С. — брали активну участь в повстанні проти більшовиків, «білих», боролись за вільну Україну в 1918—1921 рр., найближчі соратники Григор'єва М. О.
- Григор'єв Матвій Олександрович (1884-1919) — військовий діяч часів Української революції, повстанський отаман (з листопада 1918), командир Херсонської дивізії Армії Української Народної Республіки, полковник Армії Української Держави (1918), 1-ї бригади Задніпровської радянської дивізії та 6-ї Української радянської дивізії (1919), головний отаман Херсонщини і Таврії (1919).
- Дейнеко Павло Олександрович — український юрист, громадський та політичний діяч. Співзасновник та голова правління «Української правозахисної агенції»  [Архівовано 30 грудня 2019 у Wayback Machine.] . Відомий як представник позивача  [Архівовано 30 грудня 2019 у Wayback Machine.] у справі щодо скасування рішення Кіровоградської обласної ради про погодження надання спеціального дозволу на дослідно-промислову розробку Полохівського родовища літієвих руд — корисної копалини загальнодержавного значення, запаси літію в якому попередньо оцінюються ЗМІ, як одні з найбільших у Європі  [Архівовано 30 грудня 2019 у Wayback Machine.] . У 2019 році — один з наймолодших кандидатів у народні депутати України дев'ятого скликання  [Архівовано 30 грудня 2019 у Wayback Machine.], висунутий спільним з'їздом  [Архівовано 8 вересня 2020 у Wayback Machine.] політичних партій ВО «Свобода», Правий сектор, ОУН, КУН та підтриманий організацією «С14» як єдиний кандидат від націоналістичних сил на 102 ОВО. З 2019 року — солдат 80 ОДШБр Збройних сил України.
- Дробот Василь Юхимович — льотчик-винищувач. Учасник ІІ-ї Світової війни. Нагороджений Орденом Леніна, двома Орденами Бойового Червоного прапора, Орденом Червоної Зірки, Орденом О. Невського та ін.
- Жолдак Олесь Іванович (1918-2000) — український поет, сатирик, гуморист, сценарист.
- Задніпряний Олександр Миколайович(1979-2014) — сержант, військовослужбовець ЗС України. Загинув під час АТО на Донбасі.
- Кобилянський Іван Олександрович (03.07.1921-1944, Краків) — капітан, військовий льотчик, учасник ІІ-ї Світової війни. Герой Радянського Союзу.
- Коваль Йосип (нар. в с. Верблюжка) — молодший старшина загонів отамана Іванова, Чорного Ворона (П. Черненка) і Лютого (Я. Черевика) Учасник нальоту на ст. Куцівку. Під час з'їзду отаманів у Єлисаветграді в січні 1923 р. внаслідок перестрілки був тяжко поранений та арештований. Помер у Кривому Розі.
- Куниця Ада Іллівна (1943—2005) — українська режисерка.
- Кучер Валерій Анатолійович (1987—2015) — солдат Збройних сил України, учасник російсько-української війни.
- Маніцин Кузьма Петрович (1885, м. Новогеоргівськ, Харківська губ. — 1938, Миколаївська обл.) — вчитель і директор школи с. Верблюжки (на 1937-38 рр.), до революції — прапорщик царської армії. Учасник підпільної анти-більшовицької організації в 1930-х р.р. Арештовувався НКВС в 1936 і 1938 р.р.
- Погребняк Петро Леонтійович (1928-1980) — міністр сільського господарства України (1971—1976), з 1976 1-й заступник Голови Ради міністрів УРСР.
- Самохін Антон Олексійович (1991—2014) — старший солдат Збройних сил України, учасник АТО на Донбасі.
- Скопенко Василь Федорович (1912-1945) — працював директором середньої школи в селі Верблюжка (1937—1939). Герой Радянського Союзу.
- Сумський В'ячеслав Гнатович (07.09.1934-2007) — український актор театрів Львова, Запоріжжя, Полтави, Києва. 1981 р. — присвоєно звання народного артиста УРСР.
- Уманський Терентій Хомич (1906-1992) — генерал-майор, начальник Київського суворівського училища, Герой Радянського Союзу.
- Чубенко Всеволод Андрійович (1917—1941) — український радянський діяч, сталевар Криворізького металургійного заводу, депутат Верховної Ради УРСР 1-го скликання.